# Rheinufertunnel (Düsseldorf)
Der Düsseldorfer Rheinufertunnel ist ein knapp zwei Kilometer langer und vierstreifig geführter Straßentunnel in Düsseldorf und Bestandteil der Bundesstraße 1.

## Verlauf
Er verläuft am rechtsrheinischen Ufer und wurde am 15. Dezember 1993 nach dreieinhalbjähriger Bauzeit für den Verkehr freigegeben. Er gilt als Düsseldorfer Jahrhundertprojekt und eines der bisher größten Projekte zur Verkehrsberuhigung, da Düsseldorf durch die stark befahrene Rheinuferstraße zu sehr vom Rhein getrennt war. Inzwischen fahren 55.000 Autos täglich unter der Erde. Ein verzweigtes Röhrensystem sorgt für die Anbindung vieler anderer, oft vierstreifiger Straßen, wie zum Beispiel der Rheinkniebrücke. Wegen der Enge des Raumes verlaufen die beiden je zweistreifigen Richtungsfahrstreifen zur guten Hälfte übereinander. In einer dazwischen befindlichen Etage gesellen sich die Ausstellung Kunst im Tunnel sowie davor und dahinter weitere Röhren dazu, in denen die Arme des Flusses Düssel zum Rhein geführt werden. Die südliche Einfahrt des Rheinufertunnels ist in Form eines Hochhaustores, des Düsseldorfer Stadttores, ausgeführt. Die nördliche Einfahrt liegt knapp südlich der Oberkasseler Brücke.
Der Rheinufertunnel hat folgende Ein- und Ausfahrten:
- Düsseldorf-Bilk (Frontaleinfahrt Süd, Stadttor)
- Düsseldorf-Unterbilk
- WDR/Hafen
- Landtag/Rheinturm
- Kniebrücke
- Zentrum/Oberkassel
- Joseph-Beuys-Ufer (Frontaleinfahrt Nord).

Der Rheinufertunnel verfügt über eine eigene Parkhauszufahrt zum Parkhaus „Altstadt Rheinufer“, das sich direkt unter den beiden Tunnelröhren befindet.

## Geschichte
Wegbereiter für die Planung und den Bau des Rheinufertunnels war der Ratsbeschluss von 1976 mit dem Auftrag einer gutachterlichen Untersuchung für diesen Bereich. Ergebnis: Große Teile des Hafens werden nicht mehr für den klassischen Hafenumschlag benötigt. Damit war der Weg frei für die Planung zur Tieflegung der Rheinuferstraße. Auch der störende als Hochstraße geführte Teil der Bundesstraße 1 sollte verschwinden. Am 17. Dezember 1987 fasste der Rat der Stadt schließlich den Grundsatzbeschluss zum Bau und am 15. März 1990 erfolgte der erste Spatenstich.
Für den Tunnel wurden rund 235.000 Kubikmeter Beton und 22.000 Tonnen Betonstahl verbaut. Rund 125.000 Lkw-Ladungen Erdreich wurden abtransportiert. Zur Ausstattung des Tunnels gehören 72 Ventilatoren, 1657 Leuchten und Notleuchten. Weiterhin sind 53 Überwachungskameras installiert. 120 Kilometer Kabel wurden verlegt. Handynutzung und Rundfunkempfang sind möglich. Die Baukosten betrugen eine halbe Milliarde Euro; die jährlichen Betriebskosten betragen 500.000 Euro.

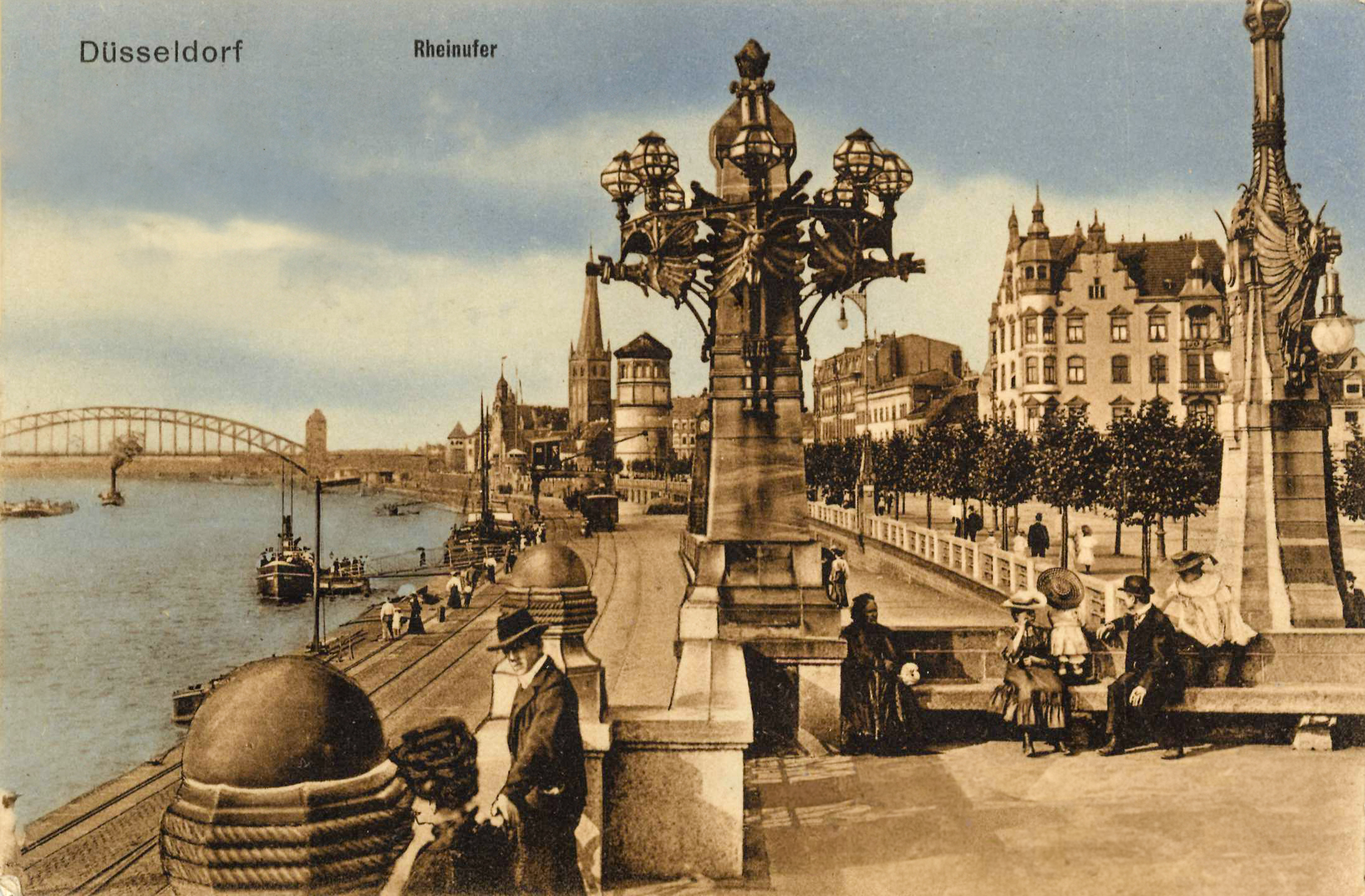
Szene am Rheinufer um 1900

Durch den Bau des Tunnels wurde die Rheinuferpromenade von 1900 weitgehend wiederhergestellt. Sie beschreibt einen insgesamt ca. drei Kilometer langen Gehweg nördlich und südlich des Rheinturms entlang des Ufers der rechtsrheinischen Seite Düsseldorfs. Da der Verkehrsstrom nun unterirdisch liegt, grenzt der berühmteste Stadtteil Düsseldorfs, die Altstadt, wieder ans Rheinufer. Der oberirdische Teil der Straße konnte erheblich verkehrsberuhigt werden und ist nun auch für Fußgänger, Skater und Radfahrer eine der Attraktionen der Stadt, auf dem viele Open-Air-Veranstaltungen stattfinden. Durch weitere Ausgestaltung der Rheinuferpromenade erscheint die vom Rhein aus gesehene Skyline nun sehr imposant.
In der Folge kam es am Rheinufer auch zur Ansiedlung mondäner Architektur. Am südlichen Ende des Tunnels wurde die Stadt in den letzten 25 Jahren komplett umgestaltet. So entstanden hier der Rheinturm, das Gebäude des NRW-Landtages, das Düsseldorfer Stadttor sowie der Medienhafen mit den Bürotürmen des Architekten Frank Gehry.
Seit Oktober 2009 kontrollieren acht sogenannte „Blackflash“-Kameras mit unsichtbarem Blitz die Geschwindigkeit jeweils am Tunnelanfang und Tunnelende auf beiden Fahrstreifen in jeder Richtung. Für Verstöße beim Ein- und Ausfahren gilt die Tateinheit, so dass nur der schwerere Verstoß geahndet wird. Zeitgleich wurde die erlaubte Höchstgeschwindigkeit von 60 auf 70 km/h angehoben. Diese wurde am 11. September 2019 wieder auf 60 km/h gesenkt.